# 囲碁選手権戦
囲碁選手権戦（いごせんしゅけんせん）は、日本の囲碁の棋戦。1957年（昭和32年）開始、1967年（昭和42年）11期までで終了。正式名称は「高松宮賞、東京新聞社杯争奪囲碁選手権戦」。優勝者の他に、殊勲・敢闘者に高松宮賞が贈られた。
- 主催 東京新聞

東京新聞が1956年に朝刊を発行したことを期に、日本棋院所属棋士による棋戦として開始。高松宮賞は、当初は名局を打った者に贈られたが、次第に敢闘賞、殊勲賞的な色合いとなった。1967年に東京新聞が中部日本新聞社系列に入り、新聞三社連合と四社協同で日本棋院選手権戦を主催することとなって、本棋戦は終了した。

## 方式
- 32名によるトーナメント戦で、決勝は三番勝負。
- コミは5目。（ジゴは打ち直し。ただし予選は白勝ち）

## 歴代優勝者と挑戦手合、高松宮賞
（左から、優勝者、準優勝者、高松宮賞）
1. 1957年 木谷實 2-0 林有太郎、林有太郎
2. 1958年 坂田栄男 2-1 木谷實、鈴木五良
3. 1959年 曲励起 2-0-1ジゴ 杉内雅男、細川千仞
4. 1960年 島村利博 2-1 高川格、高川格
5. 1961年 高川格 1-0-2ジゴ 宮下秀洋、宮下秀洋
6. 1962年 藤沢朋斎 2-1 宮下秀洋、長谷川章
7. 1963年 杉内雅男 2-1 林海峰、林海峰
8. 1964年 島村俊宏 2-0 山部俊郎、大竹英雄
9. 1965年 藤沢朋斎 2-1 島村俊宏、工藤紀夫
10. 1966年 藤沢秀行 2-0 曲励起、曲励起
11. 1967年 高川格 2-0 林海峰、影山利郎